# II. Theobald champagne-i gróf

II. Theobald (kb. 1093 – 1152. január 10.) 1125–1152 között Champagne grófja, valamint 1102–1152 között IV. Theobald néven Blois grófja.

## Származása, címei

Blois grófjainak címere

1090-ben született, II. István blois-i gróf és Normandiai Adéla második fiaként. 1102-től IV. Theobald néven Chartres grófja, 1125-től pedig Champagne és Brie tartomány grófja II. Theobald néven. 

## Testvérei
- Vilmos, Sully tartomány későbbi grófja (élt: kb. 1085-kb. 1150)
- Odó gróf (fiatalon meghalt)
- István, Blois grófja, később Anglia királya 1135. december 22-től 1141. áprilisáig (élt: kb. 1092-1154. október 25.)
- Lúcia-Mahaut grófnő
- Ágnes grófnő
- Eleonóra grófnő
- Alíz grófnő
- Lithuiz grófnő
- Henrik gróf, Winchester leendő püspöke
- Humbert gróf (fiatalon elhunyt)

Volt egy féltestvérük is, apjuk törvénytelen leánya, Emma, akinek fiából, Vilmosból később York érseke lett Angliában.
Édesanyját, Hódító Vilmos leányát 1137-ben veszítette el, apja pedig 1102 májusában hunyt el.

## Házassága, Adél leányuk sorsa
1123-ban vette nőül Karinthiai Matildot, Engelbert karintiai herceg leányát, akitől összesen kilenc gyermeke született, négy fiú és öt lány. Theobald és felesége lettek a későbbi francia uralkodó, II. Fülöp Ágost francia király anyai nagyszülei, ugyanis a király édesanyja, Champagne-i Adél grófnő volt az egyik leányuk.

## Halála
Theobald 1152-ben hunyt el.